# Сосково (Московская область)
Сосково — деревня в Талдомском районе Московской области Российской Федерации, в составе сельского поселения Гуслевское. Население — 6 чел. (2010).

## История
Помещичья деревня. В 1862 году состояла из 37 дворов, 208 жителей. В 1895 году 235 жителей. В 1905 году 33 двора, 240 жителей.

## Население
| 1859 | 1905 | 1926 | 2002 | 2006 | 2010 |
| ---- | ---- | ---- | ---- | ---- | ---- |
| 208  | ↗240 | ↗257 | ↘6   | ↘1   | ↗6   |